# سميح القاسم
سميح القاسم أحد أهم وأشهر الشعراء العرب والفلسطينيين المعاصرين، الذين ارتبط اسمهم بشعر الثورة والمقاومة من داخل أراضي العام 48، رئيس التحرير الفخري لصحيفة كل العرب، عضو سابق في الحزب الشيوعي. ولد لعائلة فلسطينية في مدينة الزرقاء بتاريخ 11 مايو 1939 حيث عَمِل والده في قوّة حدود شرق الأردن في ذلك الحين، عادت عائلته إلى الرامة سنة 1941، وتعلّم في مدارس الرامة الجليليَّة (1945-1953)، والناصرة (1953-1957). علّم في إحدى المدارس، ثم انصرف بعدها إلى نشاطه السياسي في الحزب الشيوعي قبل أن يترك الحزب ليتفرغ لعمله الأدبي.
 وتعلّم في مدارس الرامة الجليليَّة والناصرة.

## حياته
ولد سميح القاسم لعائلة من الموحدون الدروز، وكانَ والدُهُ ضابطاً برتبةِ رئيس (كابتن) في قوّة حدود شرق الأردن وكانَ الضباط يقيمونَ هناك مع عائلاتهم. حينَ كانت العائلة في طريق العودة إلى فلسطين في القطار، في غمرة الحرب العالمية الثانية ونظام التعتيم، بكى الطفل سميح فذُعرَ الركَّاب وخافوا أنْ تهتدي إليهم الطائرات الألمانية! وبلغَ بهم الذعر درجة التهديد بقتل الطفل إلى آن اضطر الوالد إلى إشهار سلاحه في وجوههم لردعهم، وحينَ رُوِيَت الحكاية لسميح فيما بعد تركَتْ أثراً عميقاً في نفسه: «حسناً لقد حاولوا إخراسي منذ الطفولة سأريهم سأتكلّم متى أشاء وفي أيّ وقت وبأعلى صَوت، لنْ يقوى أحدٌ على إسكاتي».
- وروى بعض شيوخ العائلة أنَّ جدَّهم الأول خير محمد الحسين كانَ فارساً مِن أسياد القرامطة قَدِمَ مِن شِبه الجزيرة العربية لمقاتلة الروم واستقرَّ به المطاف على سفح جبل حيدَر في فلسطين على مشارف موقع كانَ مستوطنة للروم. وما زالَ الموقع الذي نزل فيه معروفاً إلى اليوم باسم «خلَّة خير» على سفح جبل حيدر الجنوبي.
- وآل حسين معروفون بميلهم الشديد آلى الثقافة وفي مقدّمتهم المحامي علي حسين الأسعد، رجل القانون والمربي الذي ألّفَ وترجَمَ وأعدَّ القواميس المدرسية وكتَبَ الشِّعر وتوزَّعَتْ جهودُهُ بينَ فلسطين وسوريا ولبنان وأَقامَ معهد الشرق لتعليم اللغات الأجنبية في دمشق.
- سُجِن سميح القاسم أكثر من مرة كما وُضِعَ رهن الإقامة الجبرية والاعتقال المنـزلي وطُرِدَ مِن عمله مرَّات عدّة بسبب نشاطه الشِّعري والسياسي وواجَهَ أكثر مِن تهديد بالقتل، في الوطن وخارجه. اشتغل مُعلماً وعاملاً في خليج حيفا وصحفياً.
- شاعر مُكثر يتناول في شعره الكفاح والمعاناة الفلسطينيين، وما أن بلغ الثلاثين حتى كان قد نشر ست مجموعات شعرية حازت على شهرة واسعة في العالم العربي.
- كتب سميح القاسم أيضاً عدداً من الروايات، ومن بين اهتماماته إنشاء مسرح فلسطيني يحمل رسالة فنية وثقافية عالية كما يحمل في الوقت نفسه رسالة سياسية قادرة على التأثير في الرأي العام العالمي فيما يتعلّق بالقضية الفلسطينية.
- أسهَمَ في تحرير «الغد» و«الاتحاد» ثم رَئِسَ تحرير جريدة «هذا العالم» عام 1966. ثُمَّ عادَ للعمل مُحرراً أدبياً في «الاتحاد» وآمين عام تحرير «الجديد» ثمَّ رئيس تحريرها. وأسَّسَ منشورات «عربسك» في حيفا، مع الكاتب عصام خوري سنة 1973، وأدارَ فيما بعد «المؤسسة الشعبية للفنون» في حيفا.
- رأس اتحاد الكتاب العرب والاتحاد العام للكتاب العرب الفلسطينيين في فلسطين منذ تأسيسهما. ورأس تحرير الفصلية الثقافية «إضاءات» التي أصدرها بالتعاون مع الكاتب الدكتور نبيه القاسم.
- رئيس التحرير الفخري لصحيفة «كل العرب» الصادرة في الناصرة.
- صَدَرَ له أكثر من 87 كتاباً في الشعر والقصة والمسرح والمقالة والترجمة، وصدَرتْ أعماله الناجزة في سبعة مجلّدات عن دور نشر عدّة في القدس وبيروت والقاهرة.
- تُرجِمَ عددٌ كبير من قصائده إلى الإنجليزية والفرنسية والتركية والروسية والألمانية واليابانية والإسبانية واليونانية والإيطالية والتشيكية والفيتنامية والفارسية والعبرية واللغات الأخرى.

## جوائز
حصل سميح القاسم على العديد من الجوائز والدروع وشهادات التقدير وعضوية الشرف في عدّة مؤسسات.
- نالَ جائزة«غار الشعر» من إسبانيا.
- وعلى جائزتين من فرنسا عن مختاراته التي ترجمها إلى الفرنسية الشاعر والكاتب المغربي عبد اللطيف اللعبي.
- وحصلَ على جائزة البابطين.
- وحصل مرّتين على «وسام القدس للثقافة» من الرئيس ياسر عرفات.
- وحصلَ على جائزة نجيب محفوظ من مصر.
- وجائزة «السلام» من واحة السلام.
- وجائزة «الشعر» الفلسطينية.

## في عيون النقد
صدَرتْ في الوطن العربي وفي العالم عدّة كُتب ودراسات نقدية، تناولَت أعمال الشاعر وسيرته الأدبية وإنجازاته وإضافاته الخاصة والمتميّزة، شكلاً ومضموناً، ليصبح كما ترى الشاعرة والباحثة الدكتورة سلمى الخضراء الجيوسي، الشاعر الوحيد الذي تظهر في أعماله ملامح ما بعد الحداثة في الشِّعر العربي. وهو كما يرى الكاتب سهيل كيوان «هوميروس من الصحراء» وهو كما كتبت الشاعرة والباحثة الدكتورة رقية زيدان «قيثارة فلسطين» و«متنبي فلسطين». وسميح القاسم في رأي الشاعر والناقد الدكتور المتوكل طه هو «شاعر العرب الأكبر» ويرى الكاتب محمد علي طه أن سميح القاسم هو «شاعر العروبة بلا منازع وبلا نقاش وبلا جدل».
ويرى الكاتب لطفي بولعابة أن سميح القاسم هو «الشاعر القديس» وبرأي الكاتب عبد المجيد دقنيش أن سميح القاسم هو «سيّد الأبجدية». ويرى الكاتب والناقد الدكتور نبيه القاسم أن سميح القاسم هو «الشاعر المبدع، المتجدّد دائماً والمتطوّر أبداً»، وبرأي الكاتب الطيب شلبي فإن سميح القاسم هو «الرجل المتفوّق في قوة مخيلته والتي يصعب أن نجد مثلها لدى شعراء آخرين». واعتبرت الشاعرة والكاتبة آمال موسى سميح القاسم «مغني الربابة وشاعر الشمس، ويمتلك هذه العمارة وهذه القوة التي تسمح له بأن يكون البطل الدائم في عالمه الشعري».
وجاءَ في تقديم طبعة القدس لأعماله الناجزة عن دار «الهدى» (الطبعة الأولى سنة 1991) ثم عن دار «الجيل» البيروتية و«دار سعاد الصباح» القاهرية: (شاعرنا الكبير سميح القاسم استحقَّ عن جدارة تامة ما أُطلِقَ عليه مِن نعوت وألقاب وفاز به من جوائز عربية وعالمية، فهو «شاعر المقاومة الفلسطينية» وهو «شاعر القومية العربية» وهو «الشاعر العملاق» كما يراهُ الناقد اللبناني محمد دكروب، والشاعر النبوئي، كما كتَبَ الدكتور إميل توما، وهو «شاعر الغضب الثوري» على حد تعبير الناقد المصري رجاء النقاش، وهو «شاعر الملاحم»، و«شاعر المواقف الدرامية» و«شاعر الصراع» كما يقول الدكتور عبد الرحمن ياغي، وهو «مارد سُجنَ في قمقم» كما يقول الدكتور ميشال سليمان، وشاعر «البناء الأوركسترالي للقصيدة» على حد تعبير شوقي خميس. أو كما قال الشاعر والناقد اللبناني حبيب صادق: «لسميح القاسم وجه له فرادة النبوّة»).

## أعماله
توزّعت أعمال سميح القاسم ما بينَ الشعر والنثر والمسرحية والرواية والبحث والترجمة.
- 1.	مواكب الشمس -قصائد- (مطبعة الحكيم، الناصرة، 1958م)
- 2.	أغاني الدروب -قصائد- (مطبعة الحكيم، الناصرة، 1964م).
- 3.	إرَم -سربية- (نادي النهضة في أم الفحم، مطبعة الاتحاد، حيفا، 1965م).
- 4.	دمي على كفِّي -قصائد- (مطبعة الحكيم، الناصرة، 1967م).
- 5.	دخان البراكين -قصائد- (شركة المكتبة الشعبية، الناصرة، 1968م).
- 6.	سقوط الأقنعة -قصائد- (منشورات دار الآداب، بيروت، 1969م).
- 7.	ويكون أن يأتي طائر الرعد -قصائد- (دار الجليل للطباعة والنشر، عكا، 1969م).
- 8.	إسكندرون في رحلة الخارج ورحلة الداخل -سربية- (مطبعة الحكيم، الناصرة، 1970م).
- 9.	قرقاش -مسرحية- (المكتبة الشعبية في الناصرة، مطبعة الاتحاد، 1970م).
- 10.	عن الموقف والفن -نثر- (دار العودة، بيروت، 1970م).
- 11.	ديوان سميح القاسم -قصائد- (دار العودة، بيروت، 1970م).
- 12.	قرآن الموت والياسمين -قصائد- (مكتبة المحتسب، القدس، 1971م).
- 13.	الموت الكبير -قصائد- (دار الآداب، بيروت، 1972م).
- 14.	مراثي سميح القاسم -سربية- (دار الآداب، بيروت، 1973م).
- 15.	إلهي إلهي لماذا قتلتني؟ -سربية- (مطبعة الاتحاد، حيفا، 1974م).
- 16.	من فمك أدينك -نثر- (منشورات عربسك، مطبعة الناصرة، 1974م).
- 17.	وما قتلوه وما صلبوه ولكن شبه لهم! -قصائد- (منشورات صلاح الدين، القدس، 1976م).
- 18.	ثالث أكسيد الكربون -سربية- (منشورات عربسك، مطبعة عتقي، حيفا، 1976م).
- 19. الكتاب الأسود -يوم الأرض- (توثيق، مع صليبا خميس)، (مطبعة الاتحاد، حيفا، 1976م).
- 20.	إلى الجحيم أيها الليلك -حكاية- (منشورات صلاح الدين، القدس، 1977م).
- 21.	ديوان الحماسة / ج 1 -قصائد- (منشورات الأسوار، عكا، 1978م).
- 22.	ديوان الحماسة / ج 2 -قصائد- (منشورات الأسوار، عكا، 1979م).
- 23.	أحبك كما يشتهي الموت -قصائد- (منشورات أبو رحمون، عكا، 1980م).
- 24.	الصورة الأخيرة في الألبوم -حكاية- (منشورات دار الكاتب، عكا، 1980م).
- 25.	ديوان الحماسة / ج 3 -قصائد- (منشورات الأسوار، عكا، 1981م).
- 26.	الجانب المعتم من التفاحة، الجانب المضيء من القلب -قصائد- (دار الفارابي، بيروت، 1981م).
- 27. الكتاب الأسود -المؤتمر المحظور- (توثيق، مع د. إميل توما)، (مطبعة الاتحاد، حيفا، 1981م).
- 28.	جهات الروح -قصائد- (منشورات عربسك، حيفا، 1983م).
- 29.	قرابين -قصائد- (مركز لندن للطباعة والنشر، لندن، 1983م).
- 30.	كولاج –تكوينات- (منشورات عربسك، مطبعة سلامة، حيفا، 1983).
- 31.	الصحراء -سربية- (منشورات الأسوار، عكا، 1984م).
- 32.	برسونا نون غراتا: شخص غير مرغوب فيه -قصائد- (دار العماد، حيفا، 1986م).
- 33.	لا أستأذن أحداً -قصائد- (رياض الريس للكتب والنشر، لندن، 1988م).
- 34.	سبحة للسجلات -قصائد- (دار الأسوار، عكا، 1989م).
- 35. الرسائل -نثر- (مع محمود درويش)، (منشورات عربسك، حيفا، 1989م).
- 36.	مطالع من أنثولوجيا الشعر الفلسطيني في ألف عام -بحث وتوثيق- (منشورات عربسك، حيفا، 1990م).
- 37.	رماد الوردة، دخان الأغنية -نثر- (منشورات كل شيء، شفاعمرو، 1990م).
- 38.	أُخْذة الأميرة يبوس -قصائد- (دار النورس، القدس، 1990م).
- 39.	الأعمال الناجزة (7 مجلّدات) (دار الهدى، القدس، 1991م).
- 40.	الراحلون -توثيق- (دار المشرق، شفاعمرو، 1991م).
- 41.	الذاكرة الزرقاء (قصائد مترجمة من العبرية- مع نزيه خير)، (منشورات مفراس، 1991م).
- 42.	الأعمال الناجزة (7 مجلّدات) (دار الجيل، بيروت، 1992م).
- 43.	الأعمال الناجزة (6 مجلّدات) (دار سعاد الصباح، القاهرة، 1993م).
- 44.	الكتب السبعة -قصائد- (دار الجديد، بيروت، 1994م).
- 45.	أرضٌ مراوغةٌ. حريرٌ كاسدٌ. لا بأس! -قصائد- (منشورات إبداع، الناصرة، 1995م).
- 46. ياسمين (قصائد لروني سوميك- مترجمة عن العبرية، مع نزيه خير)، (مطبعة الكرمة، حيفا، 1995م).
- 47.	خذلتني الصحارى -سربية- (منشورات إضاءات، الناصرة، 1998م).
- 48.	كلمة الفقيد في مهرجان تأبينه -سربية- (منشورات الأسوار، عكا، 2000م).
- 49.	سأخرج من صورتي ذات يوم -قصائد- (مؤسسة الأسوار، عكا، 2000م).
- 50.	الممثل وقصائد أُخرى (منشورات الأسوار، عكا، 2000م).
- 51.	حسرة الزلزال -نثر- (منشورات الأسوار، عكا، 2000م).
- 52.	كتاب الإدراك -نثر- (منشورات الأسوار، عكا، 2000م).
- 53.	ملك أتلانتس -سربيات- (دار ثقافات، المنامة-البحرين، 2003م).
- 54.	عجائب قانا الجديدة -سربية- (منشورات إضاءات، مطبعة الحكيم، الناصرة، 2006م).
- 55.	مقدمة ابن محمد لرؤى نوستراسميحداموس -شعر- (منشورات إضاءات، مطبعة الحكيم، الناصرة، 2006م).
- 56.	بغداد وقائد أُخرى -قصائد- (منشورات إضاءات، مطبعة الحكيم، الناصرة، 2008م).
- 57.	بلا بنفسج (كلمات في حضرة غياب محمود درويش) - (منشورات الهدى، مطبعة الحكيم، الناصرة، 2008م).
- 58.	أنا مُتأسّف -سربية-(منشورات إضاءات، مطبعة الحكيم، الناصرة، 2009م).
- 59.	مكالمة شخصية جداً (مع محمود درويش)-شعر ونثر- (منشورات إضاءات، مطبعة الحكيم، الناصرة، 2009م).
- 60.	كولاج 2 -شعر- (منشورات إضاءات، مطبعة الحكيم، الناصرة، 2009م).
- 61.	لا توقظوا الفتنة! -نثر- (منشورات إضاءات، مطبعة الحكيم، 2009م).
- 62.	كتاب القدس -شعر- (إصدار بيت الشعر، رام الله، 2009م).
- 63.	حزام الورد الناسف -شعر- (منشورات إضاءات، مطبعة الحكيم، الناصرة، 2009م).
- 64.	الجدران (أوبريت) -شعر- (منشورات إضاءات، مطبعة الحكيم، الناصرة، 2010م).
- 65.	أولاد في حملة خلاص -حكاية شعرية لبيرتولد بريشت (مترجمة عن العبرية)- (منشورات إضاءات، مطبعة الحكيم، الناصرة، 2010م).
- 66.	ملعقة سُمّ صغيرة، ثلاث مرّات يومياً -حكاية أوتوبيوغرافية- (منشورات إضاءات، مطبعة الحكيم، الناصرة، 2011م).
- 67.	إنها مجرّد منفضة -سيرة (الجزء قبل الأخير)- (دار راية للنشر، حيفا، 2011م).
- 68.	منتصب القامة أمشي -مختارات شعرية- (منشورات الأسوار، عكا، 2012م).
- 69.	هواجس لطقوس الأحفاد -سربية- (منشورات المؤسسة العربية للدراسات والنشر (بيروت) ومنشورات كل شيء (حيفا)، 2012م).
- 70.	كولاج 3 -شعر- (منشورات المؤسسة العربية للدراسات والنشر (بيروت) ومنشورات كل شيء (حيفا)، 2012م).
- 71. العنقاءوقصائد أخرى (منشورات اضاءات، الناصرة، 2012 م.)
- 72. غوانتانامو وقصاد أخرى (منشورات اضاءات، الناصرة، 2012 م.)
- 73. بغض النظر - مجموعة شعرية (منشورات اضاءات، الناصرة، 2012 م.).

## دراسات عن أدبه
1. طارق رجب (تحرير)، متابعات نقدية في أدب سميح القاسم. حيفا: دار الوادي للطباعة والنّشر، 1995.
2. R. Snir, "Palestinian Theatre as a Junction of Cultures: The Case of Samīḥ al-Qāsim’s Qaraqāsh,” Journal of Theatre and Drama 2 (1996), pp. 101–120

ترجمه إلى العربيّة طارق رجب ضمن المرجع المذكور أعلاه.

من الرسائل الجامعية المتخصصة التي تناولت حياة سميح القاسم وشعره الرسالة التي تقدم بها الطالب خضر محمد أبو جحجوح، بعنوان: «شعر سميح القاسم بين الموقف الأيديولوجي والشتكيل الجمالي»، وحاز عليها الباحث درجة الماجستير في النقد الأدبي عام 2002 من البرنامج المشترك بين جامعة الأقصى بغزة، وجامعة عين شمس بالقاهرة. وهي رسالة فيّمة تقع في زهاء 600 صفحة.
3. كبها، مصطفى (2016). سميح القاسم صحافيا. المجلة: مجلة علمية محكمة يصدرها مجمع اللغة العربية الناصرة، ع. 7، 131-148.
4. جابر، كوثر (2016). سميح القاسم والدر المنثور: دراسة في منجزه الأدبي النثري. المجلة: مجلة علمية محكمة يصدرها مجمع اللغة العربية الناصرة، ع. 7، 71-92

## وفاته
توفي الشاعر الفلسطيني سميح القاسم، بعد صراع مع مرض سرطان الكبد الذي داهمه مدة 3 سنوات والذي أدى إلى تدهور حالته الصحية في الأيام الأخيرة حتى وافته المنية يوم الثلاثاء الموافق 19 أغسطس 2014.